# Београдска оаза
Београдска оаза је српски документарни филм из 2012. године. Сценарио и режију је урадио Петар Лаловић. Премијерно је приказан у Свечаној сали Скупштине града Београда 9. новембра 2012. године.

## Радња
„Београдска оаза” је филмска прича о Великом ратном острву, као царству животиња и резервату биљног света. Филм прати живот на острву током сва четири годишња доба, када биљке и животиње мењају своје лице и свој начин живота. Сарадња са Секретаријатом за заштиту животне средине текла је на обострано задовољство, јер смо се нашли на истој линији да желимо да продужимо живот острва и сачувамо га као непроцењиво вредну фабрику кисеоника — Петар Лаловић.